# 平冈艳雪
平冈艳雪是扬州清代的一个园林，扬州北郊二十四景之一，在漕河南岸，邗上农桑对面。旧址在今友谊广场西北一带。
河南候选州同周柟别业。种植红梅数百株。晋商尉涵重修。，有清韵轩、艳雪亭、水榭、渔舟小屋、方亭、迎恩亭、迎恩桥等建筑。